# Kurt Frederiksen
Kurt Flemming Frederiksen (nascido em 3 de março de 1947, em Fejø) é um político dinamarquês que foi membro do Folketing pelo Fælles Kurs de 1987 a 1988.

## Carreira política
Frederiksen foi eleito para o parlamento nas eleições legislativas dinamarquesas de 1987, onde o Fælles Kurs recebeu 2,2% dos votos, resultando em quatro assentos no parlamento. Enquanto estava no parlamento, Frederiksen trabalhou com outros membros do seu partido para proibir anúncios e publicidade de bebidas alcoólicas e tabaco, com a proposta a acabar por ser aprovada no parlamento. Na eleição de 1988, Frederiksen não foi reeleito.